# Armanto Archimandritis
Armanto Archimandritis (* 12. August 1986) ist ein ehemaliger zyprischer Radrennfahrer und nationaler Meister im Radsport.

## Sportliche Laufbahn
Archimandritis war im Straßenradsport aktiv. Er gewann 2014 die nationale Meisterschaft im Straßenrennen. 2016 gewann er den Titel erneut. 2019 wurde er Vizemeister und 2018 kam er auf den dritten Platz des Meisterschaftsrennens. In der nationalen Meisterschaft im Einzelzeitfahren wurde er 2016 Vizemeister, 2017 wurde er Dritter. Bei den Spielen der kleinen Staaten von Europa 2017 startete er für die Nationalmannschaft Zyperns. Er wurde er 9. im Straßenrennen.